# Ribeirinho (ator)
Francisco Ribeiro, o Ribeirinho (Lapa, Lisboa, 21 de Setembro de 1911 — Mercês, Lisboa, 7 de Fevereiro de 1984) foi um actor, realizador e encenador português. Como encenador recebeu o Prémio Eduardo Brazão (1959) e como actor o Prémio Bordalo (1969), na categoria "Teatro de Revista".

## Biografia
Francisco Ribeiro, o Ribeirinho nasceu em 21 de Setembro de 1911, no 3.º andar do n.º 29 da Calçada da Estrela, na freguesia da Lapa, em Lisboa. Era filho de Manuel Henrique Correia da Silva Ribeiro, empregado no comércio, e de sua mulher Esther Nazareth Walbeehm Lopes Ribeiro, ambos naturais de Lisboa (ele da freguesia de Santa Isabel e ela da freguesia das Mercês).
Estreando-se no teatro com o apoio de Chaby Pinheiro, trabalhou em várias companhias no país inteiro. Em 1935 dirigiu o seu primeiro espectáculo. Mais tarde, formou, juntamente com o seu irmão António Lopes Ribeiro, «Os Comediantes de Lisboa», onde reuniu as mais famosas figuras do teatro. Foi também o director da companhia «Teatro do Povo». Ligado à direcção de artistas, preocupou-se principalmente em descobrir novos valores, ao mesmo tempo que se afirmava como encenador de muito mérito. 
Foi o responsável pelo lançamento de nomes como os de Ruy de Carvalho, Armando Cortez, Canto e Castro, Manuela Maria e Francisco Nicholson. De entre as dezenas de peças que encenou, destaca-se pelo seu tremendo sucesso de público, O Impostor-Geral (1965) de Raul Solnado e Carlos Wallenstein, protagonizada pelo próprio Solnado, por Armando Cortez e Barroso Lopes.
Trabalhou também no cinema, onde foi dirigido pelo irmão em A Revolução de Maio (1937) e O Feitiço do Império (1940) e encarnou um inesquecível Chico Mega em O Pai Tirano (1941).
Da sua filmografia, destacam-se ainda O Pátio das Cantigas (1942) que também realizou, A Menina da Rádio (1944), A Vizinha do Lado (1945), Três Espelhos (1947), O Grande Elias (1950), O Costa d'África (1954), O Primo Basílio (1959),  Aqui Há Fantasmas (1964) ou O Diabo Desceu à Vila (1979).
Em 1959 Francisco Lopes Ribeiro foi feito Cavaleiro da Ordem Militar de Sant'Iago da Espada, a 11 de Julho.
Ainda em 1959 recebeu o Prémio Eduardo Brazão, atribuído pelo Secretariado Nacional de Informação (SNI) para a melhor encenação de teatro declamado por À Espera de Godot (Beckett).
Francisco Ribeiro recebeu o Prémio Bordalo (1969), ou Prémio da Imprensa, na categoria "Teatro de Revista", como actor na peça Ena Já Fala, entregue pela Casa da Imprensa em 1970, que também distinguiu a actriz Mariema e como "melhor corista" Lina Morgado.
Teve uma filha, Maria Manuela Lalande Lopes Ribeiro, do relacionamento com Maria Lalande. A 12 de outubro de 1981, casou civilmente em Lisboa com Maria de Lourdes Carvalho Lima, também atriz.
Francisco Ribeiro morreu vítima de neoplasia maligna da sigmoide metastasada em 7 de Fevereiro de 1984, na freguesia das Mercês, em Lisboa, onde residia. Encontra-se sepultado no Cemitério dos Prazeres.